# Toyo-Ito-Architekturmuseum
Das Toyo-Ito-Architekturmuseum befindet sich auf der Südwestseite der Insel Ōmishima in der japanischen Seto-Inlandsee. Die Insel gehört zum Verwaltungsgebiet der Stadt Imabari der Präfektur Ehime. Das Museum wurde 2011 eröffnet. Es wurde von Toyo Ito entworfen und besteht aus zwei Gebäuden, der „Stahlhütte“ und der „Silberhütte“. Vom Museum aus bietet sich ein Ausblick über die Insellandschaft der Seto-Inlandsee.

## Weitere Museen auf Ōmishima
- Ken Iwata Mother and Child Museum – ebenfalls von Toyo Ito entworfen
- Murakami-Santō-Gedenkmuseum
- Ōmishima-Kunstmuseum
- Tokoro Museum Omishima – etwa 200 m nordöstlich gelegen